# Alchemy of Souls
Alchemy of Souls (hangeul : 환혼)  est une série télévisée sud-coréenne créée par les Sœurs Hong ; elle met en vedette Lee Jae-wook, Jung So-min et Go Youn-jung. Le drama est scindé en deux parties sur tvN : la première, comprenant 20 épisodes, est diffusée du 18 juin au 28 août 2022 ; la seconde, intitulée Alchemy of Souls : Light and Shadow, comporte 10 épisodes et est diffusée du 10 décembre 2022 au 8 janvier 2023.

## Synopsis

### Partie 1
Sur les terres de Daeho, quelques initiés pratiquent la magie. Certains sorts sont toutefois proscrits, notamment l'« Alchimie des âmes » : ce sortilège prohibé permet de transférer une âme dans le corps d'un autre. 
Farouche et fière, Nak-su est une guerrière d'élite. Lorsque son âme est accidentellement emprisonnée dans le corps de la fragile Mu-deok, elle se retrouve piégée et incapable de réintégrer sa propre enveloppe charnelle.
Pour servir ses intérêts, elle se lie alors à Jang Uk, un noble issu d'une famille prestigieuse dont la magie a été refrénée. Elle devient à la fois la servante et la mentor du jeune homme en lui enseignant des sorts.
Petit à petit, les jeunes gens deviennent amis et leur rapprochement prend une tournure sentimentale. Mais leur destin s'annonce funeste... 

### Partie 2: Light and Shadow
Trois ans se sont écoulés depuis que Jin Mu a concrétisé son plan : sous son emprise, Mu-deok a déchaîné ses pouvoirs et tué de nombreux innocents.
Jang Uk, revenu d'entre les morts grâce à la puissante Pierre de Glace, est devenu un impitoyable chasseur de métamorphes. Rongé par le chagrin et l'amertume, il s'isole de plus en plus.
Sa rencontre avec la mystérieuse héritière de Jinyowon, Jin Bu-yeon, va donner un nouveau sens à sa vie... En effet, les paroles de la jeune femme font souvent écho à celles de Nak-su. Quels liens perdurent entre elles ?

## Distribution

### Personnages principaux
- Lee Jae-wook : Jang Uk
  - Park Sang-hoon : Jang Uk jeune
- Jung So-min : Mu-deok / Nak-su (après l'« Alchimie des âmes ») / Jin Bu-yeon (nom de naissance de Mu-deok)
- Go Youn-jung : Nak-su (avant l'« Alchimie des âmes ») / Cho Yeong (véritable nom) / Jin Bu-yeon (dans la partie 2)
  - Gu Yoo-jung : Nak-su jeune
- Hwang Min-hyun : Seo Yul
  - Moon Seong-hyun : Seo Yul jeune

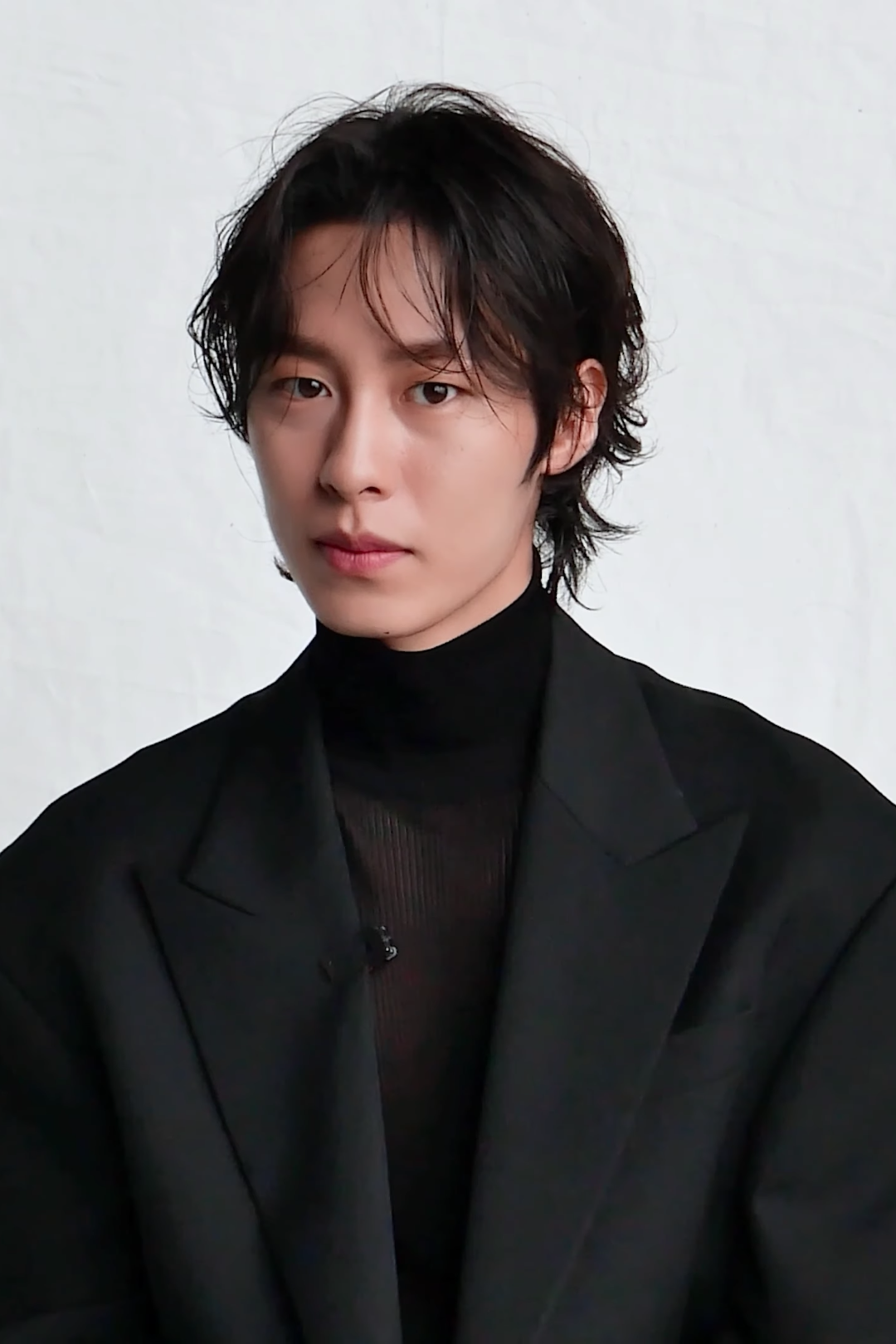
Lee Jae-wook (Jang Uk).
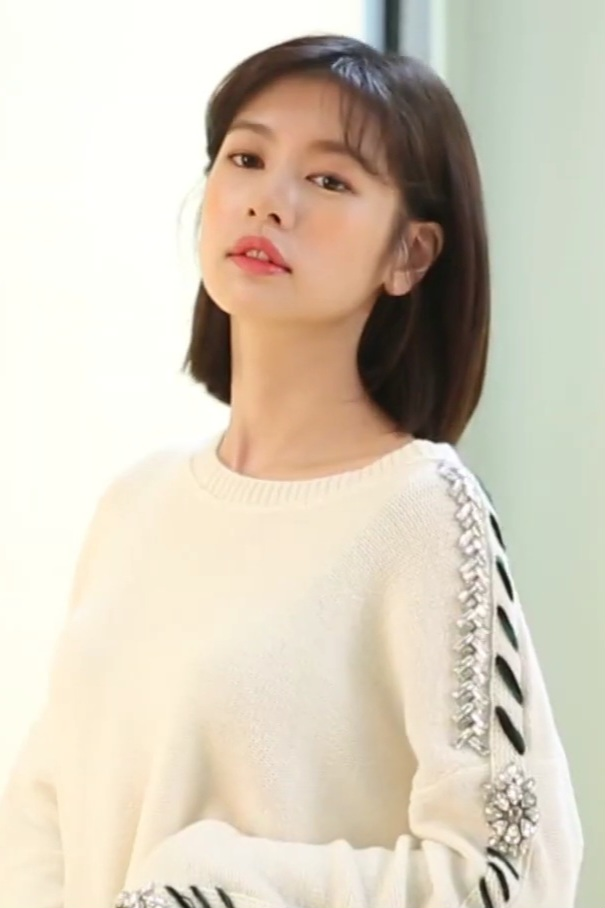
Jung So-min (Mu-deok).
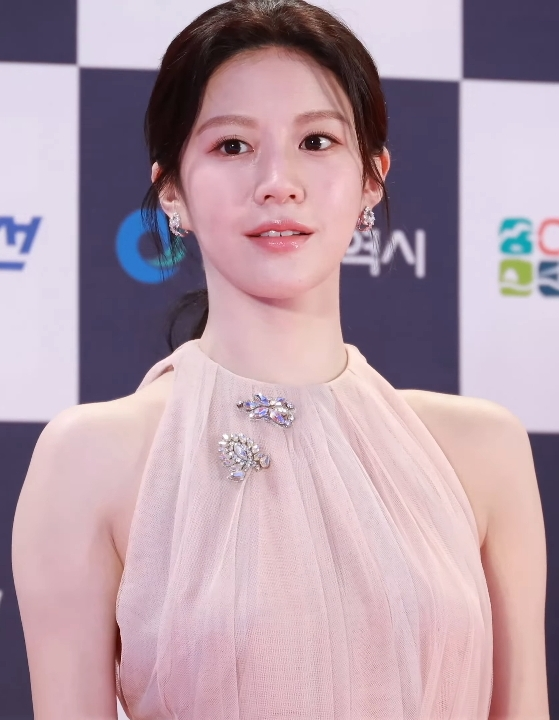
Go Youn-jung (Nak-su).
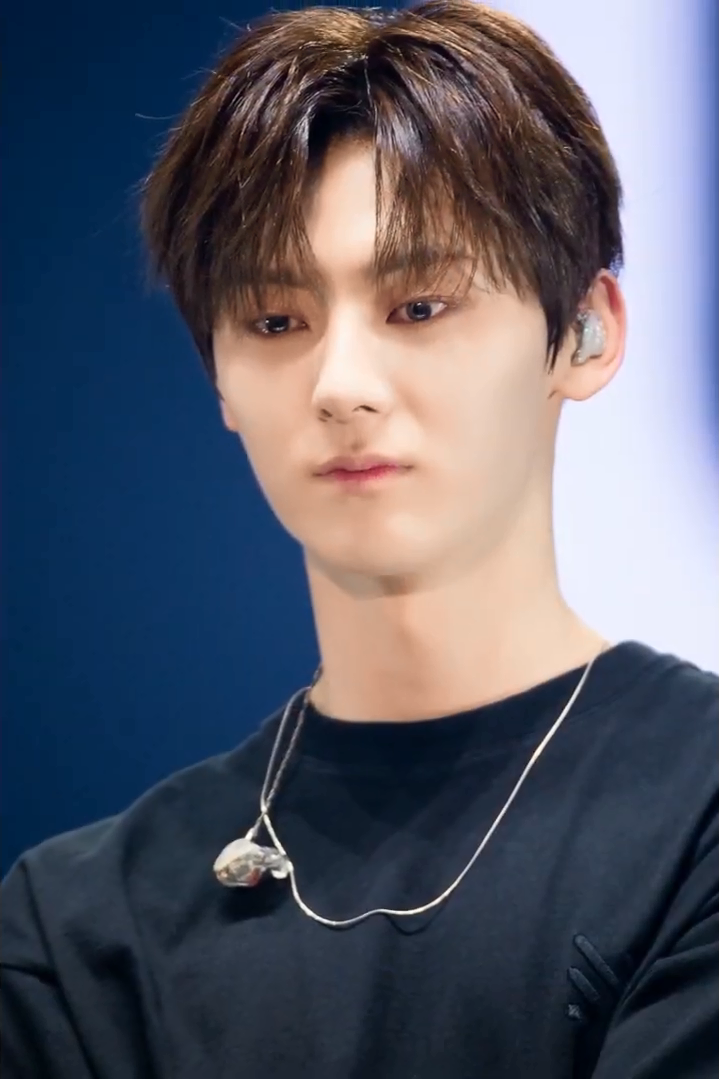
Hwang Min-hyun (Seo Yul).

### Personnages secondaires

#### Famille Jang
- Oh Na-ra : Kim Yeon
- Joo Sang-wook : Jang Gang
- Bae Gang-hee : Do-hwa
- Jang Tae-min : Servant Lee

#### Famille Seo
- Do Sang-woo : Seo Yun-oh

#### Songrim
- Yoo Jun-sang : Park Jin
- Yoo In-soo : Park Dang-gu
- Lee Ha-yool : Sang-ho

#### Sejukwon
- Lee Do-kyung : Heo Yeom
- Hong Seo-hee : Heo Yun-ok
- Jung Ji-an : Soon-yi
- Kim Yong-jin : le physicien Seo

#### Cheonbugwan
- Jo Jae-yoon : Jin Mu
- Choi Ji-ho : Gil-ju
- Cha Yong-hak : Yeom-su
- Lee Ji-hoo : Cha Beom
- Lee Bong-jun : Gu Hyo
- Joo Min-soo : Han Yeol

#### Famille Jin
- Park Eun-hye : Jin Ho-gyeong
- Joo Seok-tae : Jin Woo-tak
- Arin : Jin Cho-yeon
- Yoon Hae-bin : Jin Bu-yeon jeune

#### Famille royale
- Shin Seung-ho : Go Won
- Choi Kwang-il : Go Soon
- Kang Kyung-hun / Shim So-young : Seo Ha-sun
- Park Byung-eun : Go Seong
- Lee Ki-seop : Eunuque Oh
- Jeong Ji-sun : Eunuque Kim

#### Chwiseollu
- Park So-jin : Joo-wol

#### Autres
- Im Chul-soo : Lee Cheol
- Seo Hye-won : So-yi
- Woo Hyun : Monk Ho-yeon

### Invitées
- Yeom Hye-ran : la femme mystérieuse
- Lee Jun-hyeok : une marchande

## Bande-originale
| Partie          | N.º | Titre                                                                | Paroliers                    | Compositeurs                                         | Interprète(s)   | Durée |
| --------------- | --- | -------------------------------------------------------------------- | ---------------------------- | ---------------------------------------------------- | --------------- | ----- |
| Première saison |     |                                                                      |                              |                                                      |                 |       |
| 1               | 1   | « Scars Leave Beautiful Trace » (상처는 아름다운 흔적이 되어)        | Nam Hye-seung, Janet Suhh    | Nam Hye-seung, Jeon Jong-hyuk, Heo Seok, Lee Jae-woo | Car, the Garden | 3:33  |
| 1               | 2   | « Scars Leave Beautiful Trace » (상처는 아름다운 흔적이 되어)(inst.) |                              | Nam Hye-seung, Jeon Jong-hyuk, Heo Seok, Lee Jae-woo |                 | 3:33  |
| 2               | 1   | « Aching » (아리운)                                                  | Nam Hye-seung, Kim Kyung-hee | Nam Hye-seung, Kim Kyung-hee                         | Kassy           | 4:11  |
| 2               | 2   | « Aching » (아리운) (inst.)                                          |                              | Nam Hye-seung, Kim Kyung-hee                         |                 | 4:11  |
| 3               | 1   | « Just Watching You » (바라만 본다)                                  | Nam Hye-seung, Kim Kyung-hee | Nam Hye-seung, Kim Kyung-hee                         | Jeong Se-woon   | 4:02  |
| 3               | 2   | « Just Watching You » (바라만 본다)(inst.)                           |                              | Nam Hye-seung, Kim Kyung-hee                         |                 | 4:02  |
| 4               | 1   | « Raindrops » (빗방울)                                               | Nam Hye-seung, Janet Suhh    | Nam Hye-seung, Park Sang-hee                         | Gummy           | 3:54  |
| 4               | 2   | « Raindrops » (빗방울) (inst.)                                       |                              | Nam Hye-seung, Park Sang-hee                         |                 | 3:54  |
| 5               | 1   | « You're Everything to Me » (온통 그대뿐인 나죠)                     | Nam Hye-seung, Park Jin-ho   | Nam Hye-seung, Park Jin-ho                           | Shin Yong-jae   | 4:10  |
| 5               | 2   | « You're Everything to Me » (온통 그대뿐인 나죠) (inst.)             |                              | Nam Hye-seung, Park Jin-ho                           |                 | 4:10  |
| 6               | 1   | « Breath » (숨결)                                                    | Nam Hye-seung, Janet Suhh    | Nam Hye-seung, Park Sang-hee                         | Kim Na-young    | 4:27  |
| 6               | 2   | « Breath » (숨결) (inst.)                                            |                              | Nam Hye-seung, Park Sang-hee                         |                 | 4:27  |
| 7               | 1   | « Love Letter (with You) » (연서 (with You))                         | Nam Hye-seung, Kim Kyung-hee | Nam Hye-seung, Kim Kyung-hee                         | Big Naughty     | 3:29  |
| 7               | 2   | « Love Letter (with You) » (연서 (with You)) (inst.)                 |                              | Nam Hye-seung, Kim Kyung-hee                         |                 | 3:29  |
| Seconde saison  |     |                                                                      |                              |                                                      |                 |       |
| 1               | 1   | « Blue Flower » (푸른꽃)                                             | Nam Hye-seung, Kim Kyung-hee | Nam Hye-seung, Kim Kyung-hee                         | Lia (Itzy)      | 3:48  |
| 1               | 2   | « Blue Flower » (푸른꽃) (inst.)                                     |                              | Nam Hye-seung, Kim Kyung-hee                         |                 | 3:48  |
| 2               | 1   | « Tree (Just Watching You 2) » (나무 (바라만 본다 2)                 | Nam Hye-seung, Kim Kyung-hee | Nam Hye-seung, Kim Kyung-hee                         | Hwang Min-hyun  | 4:03  |
| 2               | 2   | « Tree (Just Watching You 2) » (나무 (바라만 본다 2) (inst.)         |                              | Nam Hye-seung, Kim Kyung-hee                         |                 | 4:03  |
| 3               | 1   | « I'm Sorry »                                                        | Nam Hye-seung, Janet Suhh    | Nam Hye-seung, Jeon Jong-hyuk, Heo Seok              | Ailee           | 4:16  |
| 3               | 2   | « I'm Sorry » (inst.)                                                |                              | Nam Hye-seung, Jeon Jong-hyuk, Heo Seok              |                 | 4:16  |

## Accueil

### Réception en Corée du Sud

#### Audiences
| Ep. | Date de diffusion | Part d'audience moyenne (Nielsen Korea) | Part d'audience moyenne (Nielsen Korea) |
| Ep. | Date de diffusion | Tout le pays                            | Région de la capitale Séoul             |
| Partie 1 | Partie 1          | Partie 1                                | Partie 1                                |
| --- | ----------------- | --------------------------------------- | --------------------------------------- |
| 1 | 18 juin 2022      | 5.205% (1st)                            | 4.833% (1st)                            |
| 2 | 19 juin 2022      | 5.872% (1st)                            | 6.047% (1st)                            |
| 3 | 25 juin 2022      | 5.288% (1st)                            | 5.315% (1st)                            |
| 4 | 26 juin 2022      | 6.841% (1st)                            | 6.878% (1st)                            |
| 5 | 2 juillet 2022    | 5.352% (1st)                            | 5.253% (1st)                            |
| 6 | 3 juillet 2022    | 6.639% (1st)                            | 6.880% (1st)                            |
| 7 | 9 juillet 2022    | 5.311% (1st)                            | 5.158% (1st)                            |
| 8 | 10 juillet 2022   | 6.826% (1st)                            | 6.694% (1st)                            |
| 9 | 16 juillet 2022   | 5.204% (1st)                            | 5.329% (1st)                            |
| 10 | 17 juillet 2022   | 6.958% (1st)                            | 6.835% (1st)                            |
| 11 | 23 juillet 2022   | 4.989% (1st)                            | 4.908% (1st)                            |
| 12 | 24 juillet 2022   | 7.091% (1st)                            | 7.032% (1st)                            |
| 13 | 30 juillet 2022   | 6.290% (1st)                            | 6.008% (1st)                            |
| 14 | 31 juillet 2022   | 7.600% (1st)                            | 7.484% (1st)                            |
| 15 | 6 août 2022       | 6.610% (1st)                            | 6.710% (1st)                            |
| 16 | 7 août 2022       | 7.453% (1st)                            | 7.544% (1st)                            |
| 17 | 20 août 2022      | 7.566% (1st)                            | 7.767% (1st)                            |
| 18 | 21 août 2022      | 9.295% (1st)                            | 9.793% (1st)                            |
| 19 | 27 août 2022      | 7.915% (1st)                            | 8.121% (1st)                            |
| 20 | 28 août 2022      | 9.218% (1st)                            | 9.903% (1st)                            |
| Partie 2 |                   |                                         |                                         |
| 21 | 10 décembre 2022  | 6.719% (1st)                            | 7.852% (1st)                            |
| 22 | 11 décembre 2022  | 7.743% (1st)                            | 8.808% (1st)                            |
| 23 | 17 décembre 2022  | 7.176% (1st)                            | 8.236% (1st)                            |
| 24 | 18 décembre 2022  | 8.458% (1st)                            | 9.366% (1st)                            |
| 25 | 24 décembre 2022  | 7.134% (1st)                            | 7.665% (1st)                            |
| 26 | 25 décembre 2022  | 8.237% (1st)                            | 9.206% (1st)                            |
| 27 | 31 décembre 2022  | 6.644% (1st)                            | 6.654% (1st)                            |
| 28 | 1er janvier 2023  | 8.605% (1st)                            | 10.078% (1st)                           |
| 29 | 7 janvier 2023    | 8.218% (1st)                            | 8.853% (1st)                            |
| 30 | 8 janvier 2023    | 9.651% (1st)                            | 10.603% (1st)                           |
| Moyenne | Moyenne           | 6.665%                                  | 7.099%                                  |
| Spécial | 14 aôut 2022      | 3.225% (1st)                            | 3.446% (1st)                            |
| - Dans le tableau ci-dessus, les chiffres bleus indiquent les audiences les plus basses et les chiffres rouges les audiences les plus hautes. - Cette série a été diffusée sur une chaîne câblée/télévision payante qui a normalement une audience relativement plus petite par rapport à la télévision gratuite/aux radiodiffuseurs publics (KBS, SBS, MBC et EBS). |                   |                                         |                                         |

#### Récompenses
| Cérémonie              | Année | Catégorie                                   | Lauréat(e)    |
| ---------------------- | ----- | ------------------------------------------- | ------------- |
| Asia Model Awards      | 2022  | Prix Asia Special                           | Lee Jae-wook  |
| Asia Model Awards      | 2022  | Prix de l'étoile montante, catégorie Acteur | Arin          |
| Korea Drama Awards     | 2022  | Meilleur réalisateur                        | Park Joon-hwa |
| Korea Drama Awards     | 2022  | Prix d'excellence mondial                   | Lee Jae-wook  |
| Scene Stealer Festival | 2023  | Prix des Scene Stealer de l'année           | Oh Na-ra      |
| Scene Stealer Festival | 2023  | Prix des Scene Stealer de l'année           | Im Chul-soo   |

### Réception dans les pays francophones
Le drama est bien reçu dans les pays francophones, du côté des spécialistes comme des spectateurs.
Alchemy of Souls figure dans la sélection établie par Jessica Cohen, la créatrice du magazine K-Society, dans l'ouvrage K-dramas : 100 séries télé coréennes incontournables. Cette dernière est totalement conquise par le projet, estimant qu'il s'agit d'« une autre pépite » des Sœurs Hong : « La série pivote sur un cliffhanger haletant qui ouvre sur une seconde partie plus sombre gardant néanmoins sa touche d'humour, ses dialogues fascinants, ses nombreux retournements de situation et ses personnages emblématiques. Habile mélange de romance et d'action aux scènes de combats impressionnantes, elle maintient une juste balance d'épisode en épisode ».
Dans son Guide des K-dramas : 150 recommandations de dramas asiatiques, la vidéaste Sam évoque le drama ainsi : « La série nous propose un univers magique riche et complet où les âmes sont au cœur de tout. Portée par un couple principal en quête de reconnaissance et de pouvoirs, l'histoire est bourrée de rebondissements, tenant le spectateur en haleine jusqu'au dernier épisode. [...] Alchemy of Souls [est] un drama avant-gardiste sur bien des points ».
Via son livre 101 k-dramas à voir absolument, la créatrice de contenus Kelly encense « l'originalité [du scénario], le casting de qualité [ainsi que] les effets spéciaux » mais juge que la profusion de personnages rend l'intrigue brouillonne. Elle rappelle également que le changement d'actrice a pu être mal reçu par certains spectateurs.
Le site spécialisé Nautiljon recense une moyenne de 9,22/10 pour la première partie et 8,72/10 pour la seconde ; Allociné affiche une note de 4,3/5 et SensCritique une moyenne de 7,8/10.